# Bahnhof Gotanda
Der Bahnhof Gotanda (jap. 五反田駅, Gotanda-eki) ist ein Bahnhof in der japanischen Hauptstadt Tokio, der gemeinsam von den Bahngesellschaften JR East, Tōkyū Dentetsu und Toei betrieben wird. Er befindet sich im Norden des Bezirks Shinagawa und ist ein bedeutender Knotenpunkt zwischen Eisenbahn und U-Bahn.

## Verbindungen
Gotanda ist ein Knotenbahnhof, an dem drei Bahnlinien auf verschiedenen Ebenen aufeinandertreffen. Die Yamanote-Linie von JR East verläuft ringförmig um die gesamte Tokioter Innenstadt und gehört zu den am intensivsten genutzten Bahnstrecken der Welt. Nahverkehrszüge fahren – in beiden Richtungen – tagsüber alle fünf Minuten, während der Hauptverkehrszeit alle drei bis vier Minuten. Züge der Ikegami-Linie von Tōkyū Dentetsu verkehren tagesüber in einem festen 7,5-Minuten-Takt und mit Halt an allen Zwischenstationen nach Kamata. Während der morgendlichen Hauptverkehrszeit werden bis zu 23 und während der abendlichen Hauptverkehrszeit bis zu 15 Züge je Stunde angeboten.
Die Asakusa-Linie von Toei gehört zum Netz der Tokioter U-Bahn. Züge verkehren tagsüber im Zehn-Minuten-Takt, während der Hauptverkehrszeit 12 bis 13 Mal stündlich. Ein Teil davon wird an der nördlichen Endstation Oshiage zur Keisei-Hauptlinie durchgebunden. Auf dem Bahnhofsvorplatz befindet sich ein Busterminal, der von je zwei Linien der Gesellschaften Toei Bus und Tōkyū Bus bedient wird. Vier weitere Tōkyū-Buslinien halten vor dem östlichen Ausgang.

## Anlage
Der Bahnhof steht an der Grenze zwischen den Stadtteilen Nishigotanda im Westen und Higashigotanda im Osten, die beide zum Bezirk Shinagawa gehören. Die Gegend wird von mehreren Bürohochhäusern geprägt. Der zu JR East gehörende Teil der Anlage ist von Nordwesten nach Südosten ausgerichtet und umfasst vier auf einem Viadukt verlaufende Gleise. Während das westliche Gleispaar keinen eigenen Bahnsteig besitzt und von hier durchfahrenden Zügen der Saikyō-Linie und der Shōnan-Shinjuku-Linie genutzt wird, liegt das von der Yamanote-Linie genutzte östliche Gleispaar an einem mit Bahnsteigtüren ausgestatteten Mittelbahnsteig. Erreichbar ist er über Treppen, Rolltreppen und Aufzüge vom Erdgeschoss aus, wo zwei breite Fußgängerpassagen die Verbindung vom westlichen zum östlichen Bahnhofsvorplatz herstellen. An der Ostseite erhebt sich das fünf Stockwerke hohe Kaufhaus atré gotanda 1.
Etwas nach Südosten versetzt befindet sich der Kopfbahnhof der Ikegami-Linie von Tōkyū mit zwei stumpf endenden Gleisen an einem Mittelbahnsteig. Diese liegen auf einer brückenartigen Konstruktion, welche die JR-East-Trasse quert und im vierten Stockwerk des Hochhauses Gotanda Tokyu Square endet. Das Gebäude ist neun Stockwerke hoch und umfasst ebenfalls ein Kaufhaus. Der Verbindungsgang zwischen dem JR-East- und dem Tōkyū-Bahnhofteil ist seit dem Einbau von Aufzügen und Rolltreppen im Jahr 2012 barrierefrei. Im nördlichen Bereich des Areals unterquert die Nationalstraße 1 den JR-East-Viadukt, darunter ist der U-Bahnhof von Toei angeordnet. Treppen, Rolltreppen und Aufzüge führen hinunter zur Verteilerebene und weiter zur Bahnsteigebene, wo zwei Gleise an einem Mittelbahnsteig liegen.
Im Fiskaljahr 2019 nutzten durchschnittlich 232.736 Fahrgäste täglich den Bahnhof. Davon entfielen 140.265 auf JR East, 57.235 auf Tōkyū und 35.236 auf Toei.

## Bilder

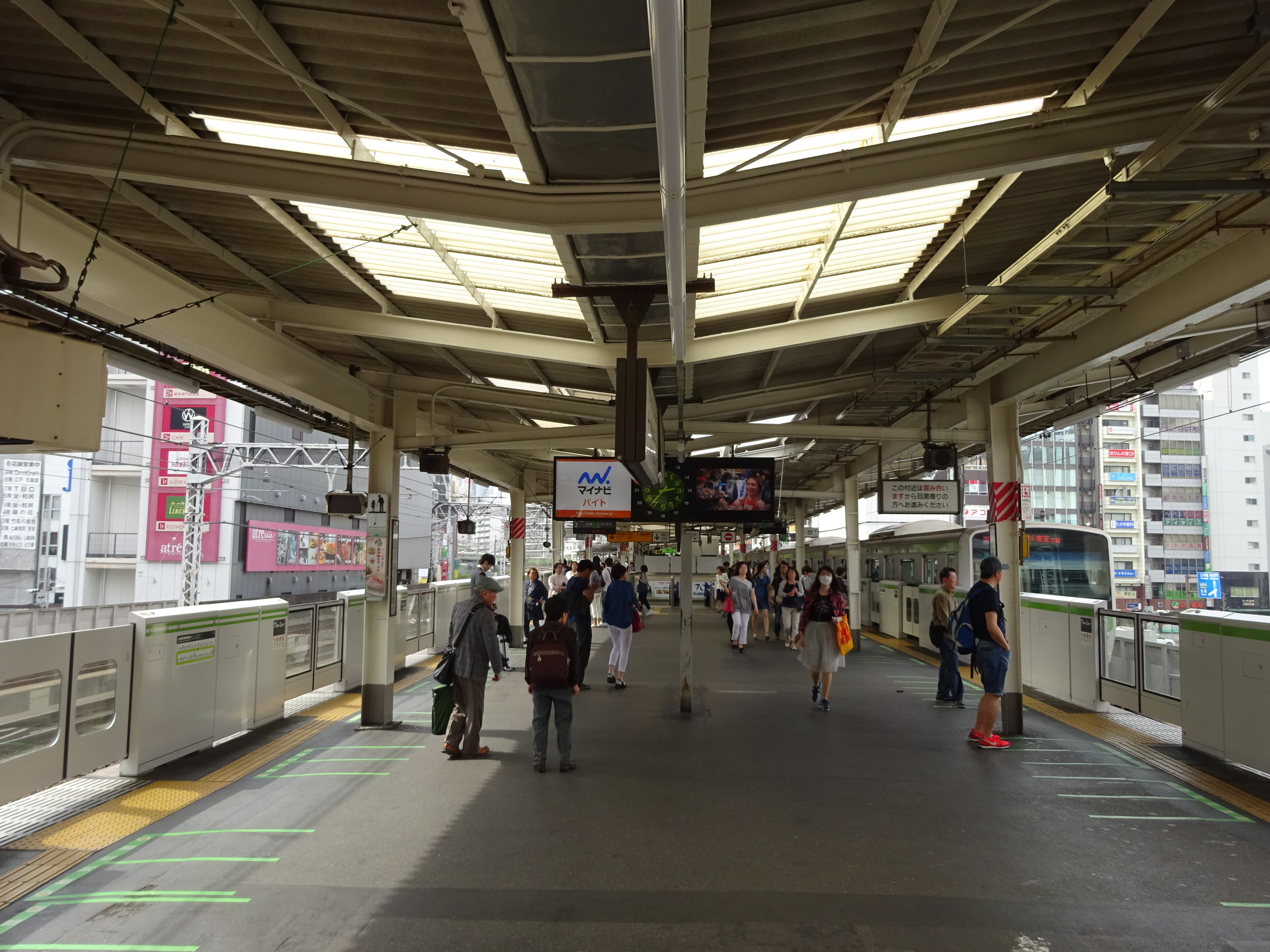
Bahnsteig der Yamanote-Linie
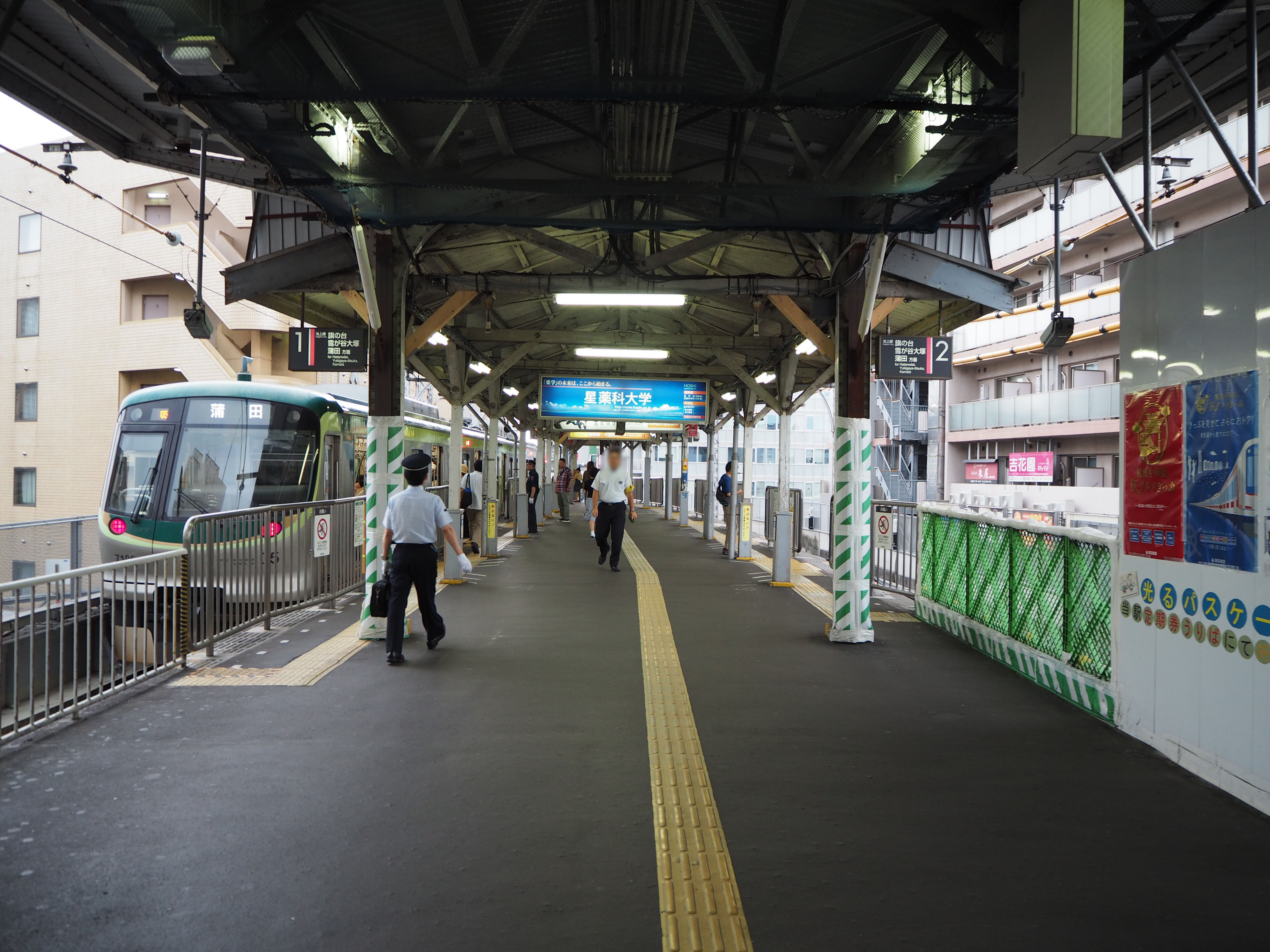
Tōkyū-Bahnhof
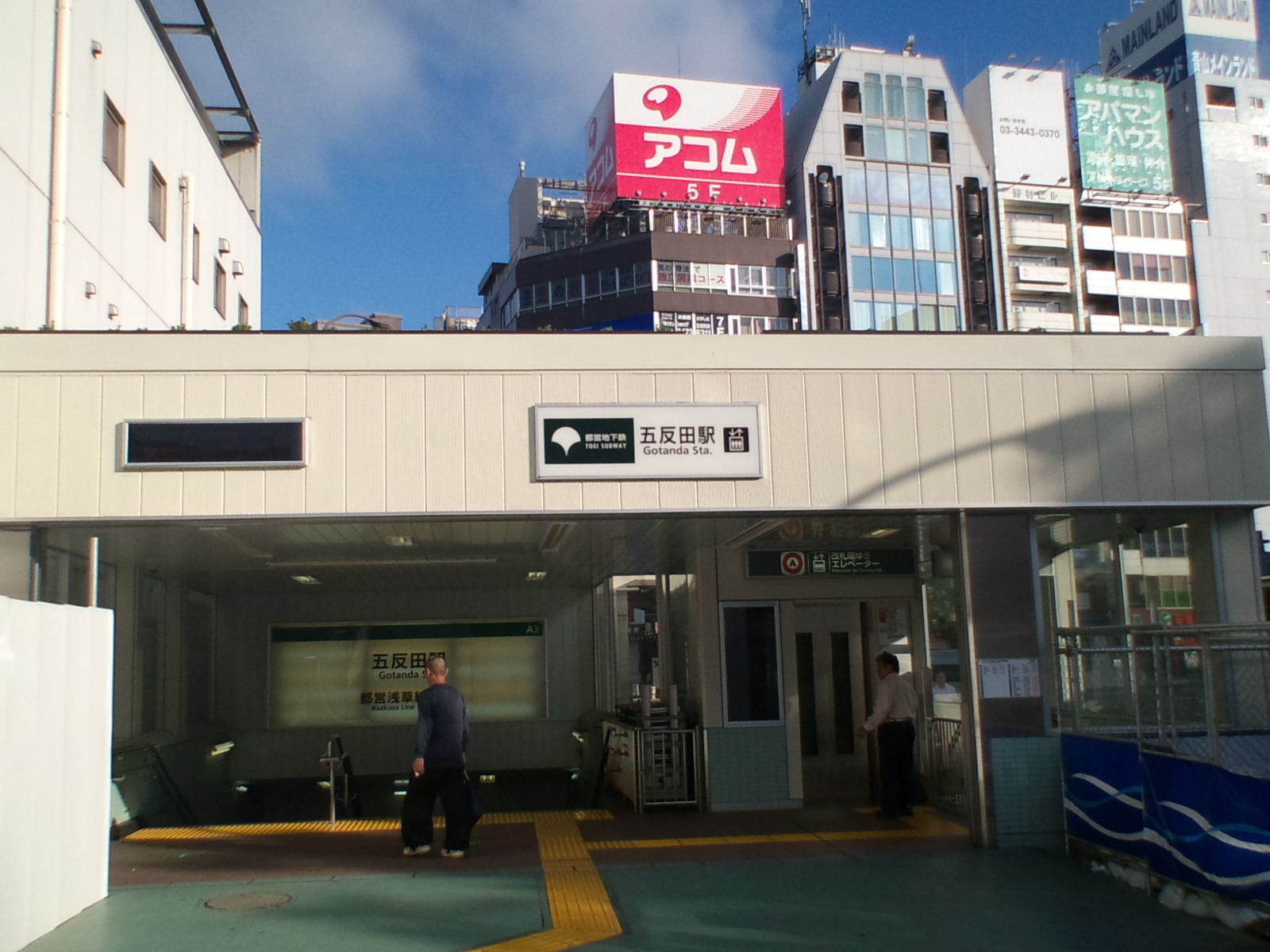
Zugang zur U-Bahn
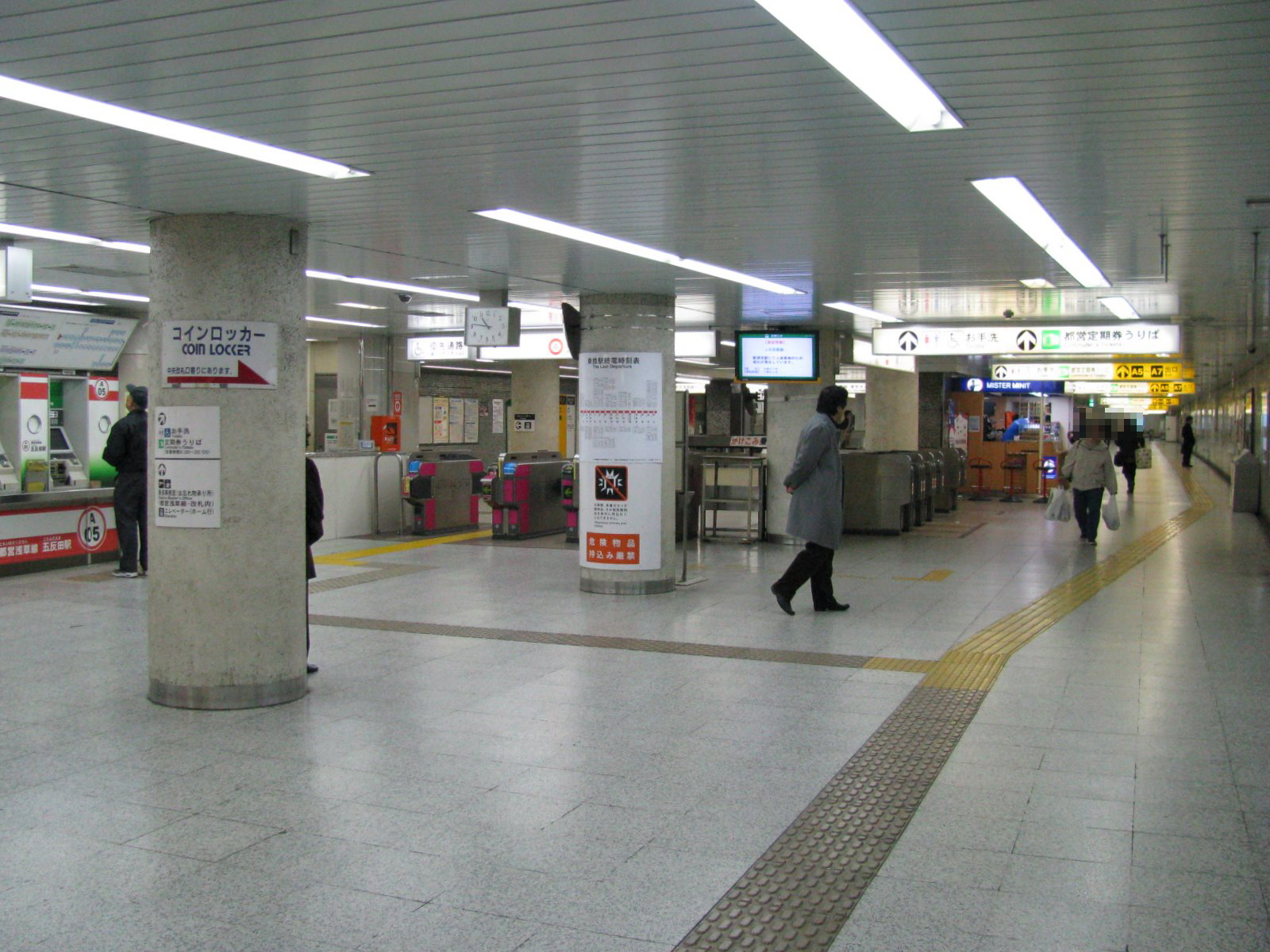
U-Bahnhof der Asakusa-Linie

## Gleise

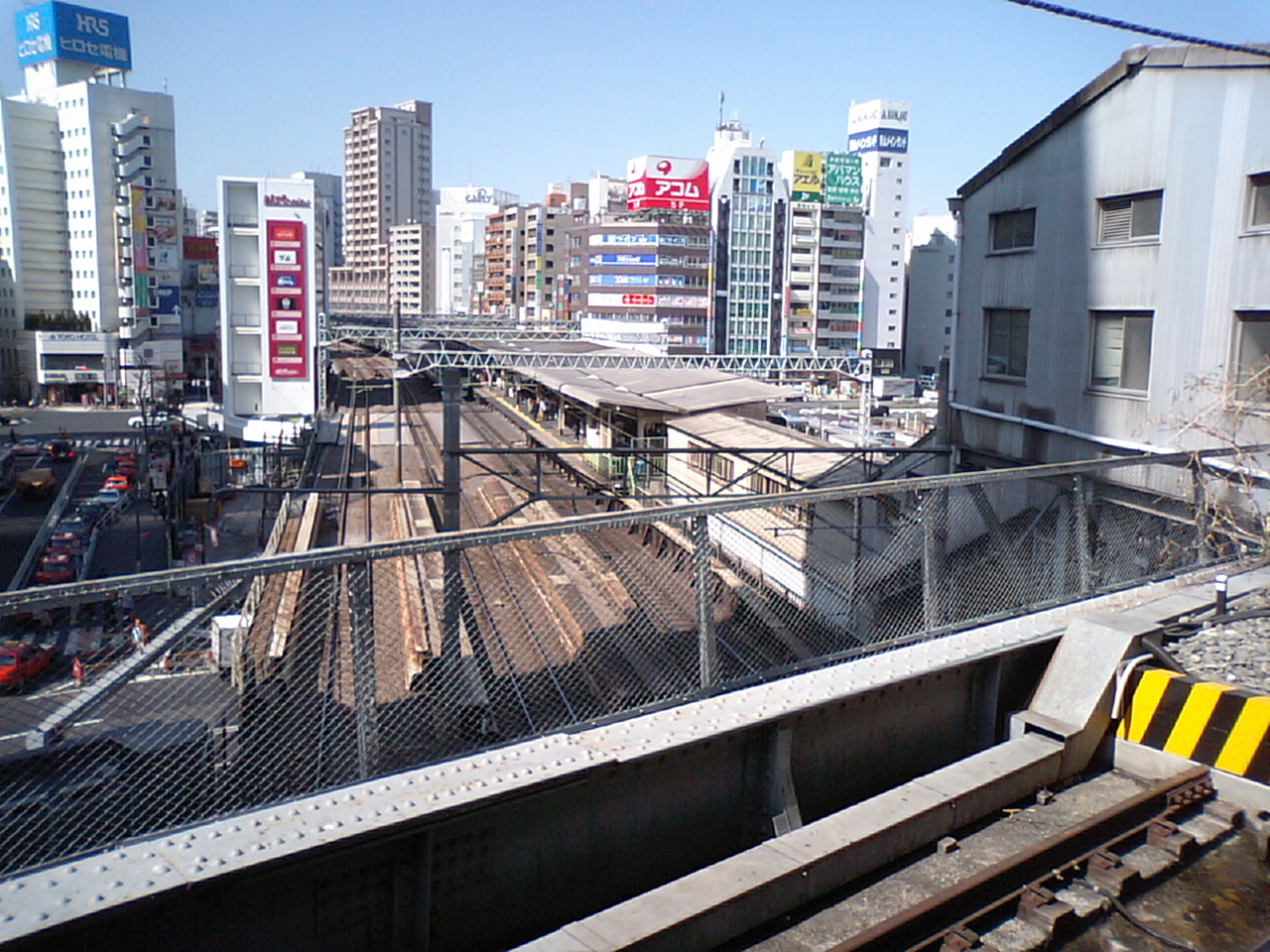
Blick auf den Viadukt der Yamanote-Linie

JR East:
| 1 | ▉ Yamanote-Linie | Shinagawa • Tokio • Ueno                |
| 2 | ▉ Yamanote-Linie | Shibuya • Shinjuku • Ikebukuro • Tabata |

Tōkyū:
| 1/2 | ▉ Ikegami-Linie | Hatanodai • Kamata |

Toei:
| 1 | Asakusa-Linie | Nishi-magome                              |
| 2 | Asakusa-Linie | Sengakuji • Shimbashi • Asakusa • Oshiage |

## Linien
| Verlauf der Yamanote-Linie |
| --- |
| Shinagawa • Ōsaki • Gotanda • Meguro • Ebisu • Shibuya • Harajuku • Yoyogi • Shinjuku • Shin-Ōkubo • Takadanobaba • Mejiro • Ikebukuro • Ōtsuka • Sugamo • Komagome • Tabata • Nishi-Nippori • Nippori • Uguisudani • Ueno • Okachimachi • Akihabara • Kanda • Tokyo • Yūrakuchō • Shimbashi • Hamamatsuchō • Tamachi • Takanawa Gateway • Shinagawa |

| Verlauf der Tōkyū Ikegami-Linie |
| --- |
| Gotanda • Ōsaki-Hirokōji • Togoshi-Ginza • Ebara-Nakanobu • Hatanodai • Nagahara • Senzoku-Ike • Ishikawadai • Yukigaya-Ōtsuka • Ontakesan • Kugahara • Chidorichō • Ikegami • Hasunuma • Kamata |

## Geschichte

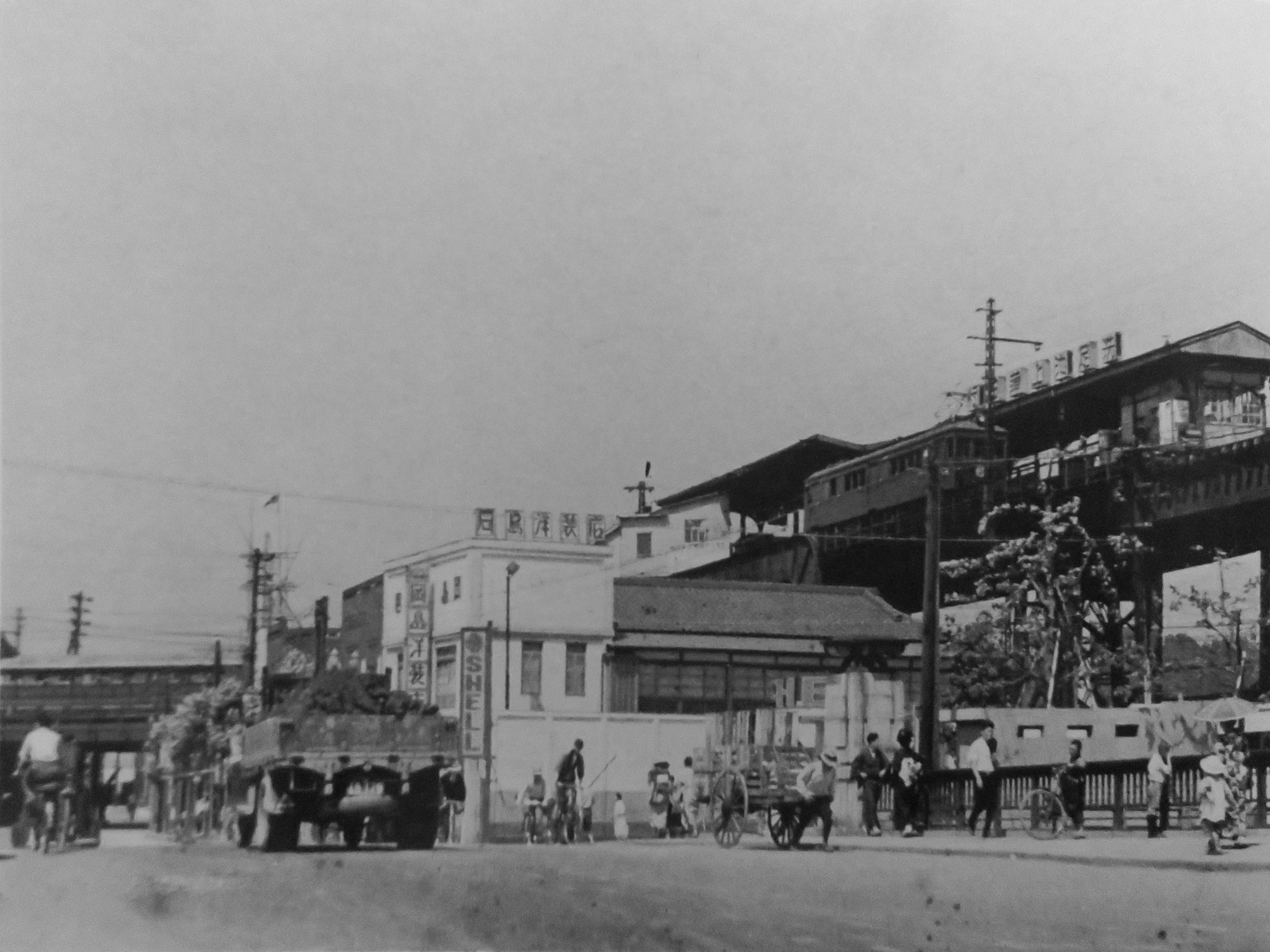
Ansicht des Bahnhofs Gotanda im Februar 1936

1885 eröffnete die Nippon Tetsudō eine Strecke entlang dem damaligen westlichen Stadtrand von Tokio. Sie führte von Shinagawa nach Akabane und verband die Tōkaidō-Hauptlinie mit der Tōhoku-Hauptlinie; seit 1909 ist sie Teil der heutigen Yamanote-Linie. Zweieinhalb Jahrzehnte lang fuhren Züge in Gotanda ohne Halt durch, auch nach der Verstaatlichung im Jahr 1906. Am 15. Oktober 1911 nahm das Eisenbahnamt (das spätere Eisenbahnministerium) den Bahnhof Gotanda in Betrieb, der von Anfang an dem Personenverkehr vorbehalten war. Die Ikegami Denki Tetsudō eröffnete am 17. Juni 1928 das Teilstück zwischen Ōsaki-Hirokōji nach Gotanda, womit die Ikegami-Linie nach Kamata fertiggestellt war. 1939 ging die Strecke an die heutige Tōkyū Dentetsu über. Am 24. Mai 1945, gegen Ende des Pazifikkriegs, brannte der Bahnhof bei einem amerikanischen Luftangriff nieder und musste daraufhin wiederaufgebaut werden.
Das Verkehrsamt der Präfektur Tokio, das unter der Bezeichnung Toei auftritt, eröffnete am 15. November 1968 das von Sengakuji nach Nishi-magome führende Teilstück der Asakusa-Linie; seither ist Gotanda auch ans U-Bahn-Netz angebunden. Aus Rationalisierungsgründen stellte die Japanische Staatsbahn am 1. Februar 1984 die Gepäckaufgabe ein. Im Rahmen der Staatsbahnprivatisierung ging der an der Yamanote-Linie befindliche Teil des Bahnhofs in den Besitz der neuen Gesellschaft JR East über. 2008 eröffneten sowohl JR East als auch Tōkyū nach mehrjähriger Bauzeit neue Bahnhofsgebäude mit integrierten Kaufhäusern; einerseits das Atré vie Gotanda (heute atré gotanda 1), andererseits das Remy Gotanda (heute Gotanda Tokyu Square).